# Tallusia pindos
Tallusia pindos is een spinnensoort in de taxonomische indeling van de hangmatspinnen (Linyphiidae).
Het dier behoort tot het geslacht Tallusia. De wetenschappelijke naam van de soort werd voor het eerst geldig gepubliceerd in 1997 door Konrad Thaler.